# قط خليج بورنيو
قط خليج بورنيو المعروف أيضًا باسم قط بورنيو هو قط بري يستوطن في جزيرة بورنيو ويعتبر نادرًا نسبيًا مقارنة بالحيوانات الواطنة معه، استنادًا إلى ندرته التاريخية، وكذلك إلى السجلات الأخيرة. في عام 2002، صنفه الاتحاد الدولي لحفظ الطبيعة من الأنواع المهددة بالانقراض التي تعتمد على الغابات بسبب انخفاض عدد الجمهرة المتوقع بأكثر من 20٪ بحلول عام 2020 وذلك بسبب فقدان الموائل.
هناك اعتقاد بأنه اعتبارًا من عام 2007، فإن عدد جمهرة الأفراد الناضجة كانت أقل من 2500.
Cat BaiNote 1 (Pardofelis badia) أو القط الذهبي من بورنيو هو قط من جنس Pardofelis، المستوطن في جزيرة بورنيو. حجم القط، يشبه القط Temminck، ولكن لديه معطف أحمر أو رمادي، مع ذيل طويل. هذا هو واحد من أقل الماكرات المعروفة: لم يتم جمع أي بيانات عن تكاثره وأسلوب حياته. ويعتقد أنه يسكن الغابات الأولية ويصطاد الحيوانات الصغيرة مثل القوارض.
لا يعرف هذا القط إلا القليل من السكان المحليين، ولم يعرف منذ فترة طويلة إلا من خلال الجلود والجماجم التي تحتفظ بها متاحف التاريخ الطبيعي. تستند البيانات البيومترية والمورفولوجية لقط بورنيو بشكل كامل تقريبًا على عينة واحدة تم التقاطها عن طريق الصدفة في عام 1992 وأول صورة لهذه القطة في التواريخ البرية من عام 1998. ومنذ ذلك الحين، لدى المجتمع العلمي حوالي ثلاثين صورة فوتوغرافية اتخذت في 2000s مع الفخاخ الفوتوغرافية.
صُنِّف قط بورنيو على أنه معرَّض للخطر من قبل الاتحاد الدولي لحفظ الطبيعة. التهديدات الرئيسية لهذه الأنواع هي الصيد غير المشروع وإزالة الغابات. وهو مشمول في برنامج البحث في مشروع القطط البرية والنمر الملطخ، الذي يهدف إلى توفير بيانات سلوكية وبيئية حول مواليد بورنيو، وينبغي أن يستفيد في النهاية من خطة الحفظ.